# Anne-Louis Girodet
Anne-Louis Girodet-Trioson (oprindeligt Anne-Louis Girodet de Roussy 5. januar 1767 – 9. december 1824) var en fransk maler, grafiker og forfatter.
Girodet-Triosoen var elev af Jacques-Louis David og Antoine-Jean Gros. Fra 1789 til 1793 boede han i Italien, hvor han i en alder af 22 vandt Prix de Rome og fik sig et navn med maleriet Historien om Josef og hans brødre. I Rom malede han Hippocrate refusant les presents d'Artaxerxes (Hippokrates afslår Artaxerses' gaver) og især Antonio Canova gjorde indtryk på ham. Under indflydelse af ham og Correggio blandedes disse indtryk, og i 1792 udmøntes det i Endymions søvn, som i dag findes på Louvre, en i formen klassicistisk komposition, hvor dog romantiske træk viser sig. Atalas gravlægning (i 1808 på Louvre) er inspireret af François-René de Chateaubriand. Til Napoleons slot Malmaison udførte Girodet-Trioson et maleri med et heroisk motiv fra Ossians sange. Mod slutningen af sit liv arbejdede Girodet-Trioson først og fremmest med maleritekniske problemer.

## Galleri
- Anne-Louis Girodet, Historien om Josef og hans brødre, 1789, École nationale supérieure des Beaux-Arts
- Anne-Louis Girodet, Hippocrate refusant les presents d'Artaxerxes, 1792, Musée d’histoire de la médecine
- Anne-Louis Girodet, Endymions søvn, 1793, Louvre
- Anne-Louis Girodet, Atalas gravlægning, 1808, Louvre

- Wikimedia Commons har flere filer relateret til Anne-Louis Girodet